# 杭州铁路局
杭州铁路局是1958年隶属于中华人民共和国铁道部的正厅级企业。

## 历史
1958年8月23日，上海铁路局杭州铁路分局改编为铁道部杭州铁路局。职工数23 089人，其中固定工17 545人。局长吕镜符（(1911.12.14-1967.8.9)），副局长吕明（后任上海局、广州局副局长）、杨衍宗（1915年11月25日-2012年1月26日，1958年从志愿军后勤三分部副部长转业为杭州铁路分局副分局长）。
1959年6月1日，上海铁路总局成立，杭州铁路局改隶属上海铁路总局。1959年9月任命局长郭德林（1915.9-，沈阳局副书记调任，后任省国防工办主任），副局长金恒、童清平。局长助理沙千（后任上海铁路局人事处长）。
1961年3月16日，撤销杭州铁路局，改设上海铁路总局杭州办事处。机务、车辆、工务、电务、房建、医院等基层单位由总局直接领导。主任程香亭，副主任张文达、韦学源、李厚武、王云生、钟杰、田光华、王青山。各处改为科。
1963年2月7日，上海铁路总局改为上海铁路局。1963年4月1日，杭州办事处改为杭州铁路分局。分局长程香亭，副分局长张文达、韦学源、赵奇峰、钟杰。

## 机构设置
- 局长室
- 总工程师室
- 安全监察室
- 运输处
- 客运处
- 工务处
- 机务处
- 车辆处
- 电务处
- 基本建设处
- 财务会计处
- 计划统计处
- 人事处
- 材料处
- 卫生处
- 公安处
- 人民武装部
- 总务科